# Tachychlora amilletes
Tachychlora amilletes là một loài bướm đêm trong họ Geometridae.